# 9/11: The Twin Towers
9/11: The Twin Towers (llamado Inside the Twin Towers en Estados Unidos, Dentro de las Torres Gemelas en España y 11/9: Las Torres Gemelas en Hispanoamérica) fue un documental transmitido por Discovery Channel el 3 de septiembre de 2006, y por el canal BBC One el 7 de septiembre de 2006, siendo el narrador Harry Pritchett en Estados Unidos y Terence Stamp en la versión de Inglaterra. Usando entrevistas, recreaciones históricas e imágenes hechas a computadora, este documental mostró lo que ocurría dentro de las Torres Gemelas minuto a minuto, durante los atentados del 11 de septiembre de 2001.

## Reparto
| Actor                | Personaje                       |
| -------------------- | ------------------------------- |
| William Hope         | Harry Ramos                     |
| Robert Ashe          | Victor Wald                     |
| François Chau        | Hong Zhu                        |
| Stuart Milligan      | Frank De Martini                |
| Denica Fairman       | Nicole De Martini               |
| Teddy Kemper         | Pablo Ortiz                     |
| Sakalas Uzdavinys    | Mak Hanna                       |
| John Wesley          | Al Smith                        |
| Serge Soric          | Jan Demczur                     |
| Nate Reese           | Stanley Praimnath               |
| Robert Jezek         | Brian Clark                     |
| Richard Laing        | Jay Jonas                       |
| Miguel Brown         | Diane LeFontes                  |
| Trevor White         | Rick Bryan                      |
| Charlotte Comer      | Melanie DeVere                  |
| Laurel Lekfow        | Christine Olender               |
| Anthony Edridge      | Delegado                        |
| Alibe Parsons        | Josephine Harris                |
| Andrius Zebrauskas   | Ed Emery                        |
| Suzette Llewellyn    | Operadora #2                    |
| Eleanor Matsuura     | Operadora #1                    |
| Aleksas Kazanavicius | Bombero                         |
| Peter Kloeppel       | Reportero de televisión alemana |
| Antanas Surgailis    | El co-Trabajador de Harry       |